# Psicologia della liberazione
La psicologia della liberazione o psicologia sociale della liberazione, è un approccio alla psicologia che mira a comprendere attivamente la psicologia delle comunità oppresse e povere affrontando concettualmente e praticamente la struttura sociopolitica oppressiva in cui esistono. Il termine "psicologia della liberazione" (psicología de la liberación) è probabilmente apparso per la prima volta in stampa nel 1976. Successivamente è stato ampiamente utilizzato da Ignacio Martín-Baró. Numerosi altri psicologi sociali latinoamericani hanno sviluppato e promosso l'approccio, tra cui Martiza Montero (Venezuela), Ignacio Dobles (Costa Rica), Bernardo Jiménez Dominguez (Colombia/Messico), Jorge Mario Flores (Messico), Edgar Barrero (Colombia) e Raquel Guzzo (Brasile) tra gli altri.

## Storia

### Nascita
Le idee fondamentali della psicologia della liberazione emersero in America Latina negli anni '70, in risposta alle critiche alla psicologia tradizionale, in particolare alla psicologia sociale. La psicologia era criticata per la sua 1) neutralità rispetto ai valori; 2) affermazione di universalità; 3) irrilevanza sociale.
1. Neutralità della scienza - L'idea che la scienza sia priva di elementi morali viene considerata una struttura imperfetta.
2. Asserzione di universalità - Le teorie psicologiche vengono prodotte sulla base di ricerche condotte principalmente con maschi bianchi, di classe media e universitari. Gli psicologi della liberazione mettono in dubbio l'idea che tali principi siano universali e quindi applicabili a tutti gli individui indipendentemente dalla considerazione dei fattori contestuali.
3. Irrilevanza per la società: la psicologia è vista come una mancata generazione di conoscenza che possa affrontare le disuguaglianze sociali.

In risposta a queste critiche, gli psicologi della liberazione hanno cercato di creare una scienza psicologica che affronti le disuguaglianze sociali sia in teoria che in pratica. È importante notare che la psicologia della liberazione non è un'area di applicazione della psicologia come la psicologia clinica, dello sviluppo o sociale. Piuttosto, è un quadro complessivo che mira a ricostruire la psicologia tenendo conto della prospettiva degli oppressi (il "nuovo interlocutore" di Martín-Baró), quindi la disciplina cessa la sua complicità (spesso inconsapevole) con le strutture che perpetuano il dominio, l'oppressione e la disuguaglianza.

### Fondatore
La genesi della psicologia della liberazione ebbe luogo tra un corpo di psicologi in America Latina negli anni '70 del XX secolo. In particolare, Ignacio Martín-Baró è considerato il fondatore della psicologia della liberazione.
Martín-Baró era un sacerdote gesuita di origine spagnola e psicologo sociale, che dedicò il suo lavoro ad affrontare le esigenze dei gruppi oppressi in America Latina, e fu infine assassinato come risultato del suo lavoro. Il suo progetto di costruzione di una psicologia rilevante per le maggioranze oppresse del continente americano è stato quindi interrotto prematuramente. Una raccolta di alcuni dei suoi articoli è stata pubblicata in inglese nel 1994, e in italiano nel 2018. La maggior parte del suo lavoro rimane tuttavia ancora non tradotto. I suoi due libri di testo principali e altri suoi libri sono pubblicati da un piccolo editore universitario, editori UCA in El Salvador, con la conseguenza che l'ampiezza e la profondità del suo lavoro non sono ben note neanche in America Latina.

## Concetti fondamentali
I concetti centrali della psicologia della liberazione includono: coscientizzazione; realismo critico; de-ideologizzazione; un orientamento sociale; l'opzione preferenziale per le maggioranze oppresse e l'eclettismo metodologico.

### Coscientizzazione
L'intrinseca connessione dell'esperienza della persona e la struttura sociopolitica è un principio fondamentale della psicologia della liberazione e viene definita coscientizzazione (concientización), un termine introdotto dall'educatore brasiliano Paulo Freire, approssimativamente traducibile come innalzamento della coscienza politico-sociale. In questo processo le persone diventano più consapevoli di sé stesse e delle loro vite come strutturate dalla realtà sociale dell'oppressione, diventando così attori sociali. Le persone cambiano quando iniziano ad agire sulle loro circostanze sociali. Comprendere questa interconnessione è di particolare importanza per comprendere le esperienze e la psicologia dei popoli oppressi, la struttura di potere a cui sono soggiogati e i modi in cui questo soggiogamento si manifesta nel loro comportamento e psicopatologia.

### Orientamento sociale
La psicologia della liberazione critica la psicologia tradizionale per il fatto che essa spiega il comportamento umano indipendentemente dal contesto sociopolitico, storico e culturale. Martín-Baró ha sostenuto che un difetto della psicologia tradizionale è l'attribuzione all'individuo di caratteristiche che si trovano nelle relazioni sociali del gruppo. Ha sostenuto che le caratteristiche individuali sono il risultato di relazioni sociali e che vederle individualisticamente de-enfatizza il ruolo delle strutture sociali, attribuendo erroneamente questioni sociopolitiche all'individuo. La psicologia della liberazione affronta questo problema spostando l'attenzione da un orientamento individualistico a un orientamento sociale. Usando questo quadro, il comportamento delle persone oppresse viene concettualizzato non attraverso processi intrapsichici, ma come risultato di un ambiente alienante.
L'orientamento sociale ha un'enfasi particolare sulla comprensione del ruolo della storia nel modellare le condizioni attuali e sui modi in cui essa ha provocato l'oppressione di particolari comunità. All'interno di questo orientamento, l'esame critico del potere sociale e delle sue strutture è cruciale. Ciò è necessario per comprendere il potere politico e sociale come non interpersonale, ma parte dell'organizzazione istituzionale di una società.

### Opzione preferenziale per le maggioranze oppresse
Lo sviluppo di una psicologia che "proviene da" persone oppresse piuttosto che "per" persone oppresse è lo scopo degli psicologi della liberazione. La psicologia tradizionale è intesa come eurocentrica ed è criticata per aver ignorato le esperienze uniche degli individui oppressi. Martín-Baró ha avanzato un'argomentazione simile, criticando gli psicologi latinoamericani per l'adozione di modelli psicologici eurocentrici, che non sono stati informati dall'ambiente sociale, politico e culturale degli impoveriti e degli oppressi, che era la maggioranza delle persone negli anni '80 in El Salvador.
La psicologia della liberazione critica ulteriormente la psicologia tradizionale per il suo approccio da torre d'avorio nel comprendere i fenomeni, in seguito alla richiesta alla psicologia da parte di Martín-Baró di spostare la sua attenzione dal proprio stato sociale e scientifico ai bisogni e alle lotte della maggioranza popolare. A differenza degli approcci tradizionali, la psicologia della liberazione cerca di riposizionare lo psicologo come parte del processo di emancipazione per e con le comunità oppresse.

### Realismo critico
Martín-Baró ha sostenuto che le teorie non dovrebbero definire i problemi da esplorare, ma che i problemi generano le proprie teorie. Questa idea è definita "realismo critico". Ciò è in contrasto con l'approccio tradizionale che affronta i problemi sulla base della teorizzazione preconcetta, approccio definito "idealismo metodologico". Nel realismo critico, la teorizzazione gioca un ruolo di supporto, ma non fondamentale.

### Realtà de-ideologizzata
Martín-Baró ha sottolineato il ruolo dell'ideologia nell'oscurare le forze e le relazioni sociali che creano e mantengono l'oppressione: un compito chiave degli psicologi è quindi di de-ideologizzare la realtà, aiutando le persone a comprendere da sole la natura della realtà sociale piuttosto che essere oscurate dall'ideologia dominante. L'ideologia, intesa come idee che perpetuano gli interessi dei gruppi egemonici, mantiene l'ambiente sociopolitico ingiusto. In alternativa, una realtà de-ideologizzata incoraggia i membri delle popolazioni emarginate a sostenere le ideologie che promuovono i propri interessi e non quelli dell'egemonia. L'analisi di Martín-Baró sul presunto fatalismo latinoamericano e sul mito del latino pigro ha esemplificato il suo approccio, così come il suo uso di sondaggi per contrastare la distorsione che l'allora governo e l'esercito presentavano all'opinione pubblica salvadoregna sulla guerra civile in atto nel paese.

### Eclettismo metodologico
La ricerca, nel quadro della psicologia della liberazione, incorpora metodologie provenienti da diversi settori. Metodologie tradizionali, come sondaggi e analisi quantitative, sono combinate con tecniche  più nuove per la psicologia, come analisi qualitative, fotografia, teatro e analisi testuale.

## Applicazioni

### Psicologia di comunità
Ignacio Martín-Baró si era opposto all'introduzione della psicologia di comunità in El Salvador, sulla base dell'approccio assistenzialista e della prospettiva sociale limitata dei modelli nordamericani allora dominanti. Tuttavia, la psicologia di comunità, e in particolare le varianti latinoamericane (tipicamente definite psicologia sociale di comunità) sono una delle aree maggiormente influenzate dai concetti di psicologia della liberazione. Inoltre, la psicologia sociale di comunità in America Latina condivide anche le radici nel più ampio movimento della prassi critica e liberatoria latinoamericana (in particolare teoria della dipendenza, filosofia della liberazione, teologia della liberazione, pedagogia critica).

### Psicoterapia
La psicologia della liberazione si allontana dalla tradizionale priorità psicologica dell'individuo e dall'attribuzione del disagio individuale alla patologia intrapsichica. Piuttosto essa cerca di capire la persona nel suo contesto sociopolitico, culturale e storico. Pertanto, l'angoscia è intesa non solo in termini intrapsichici, ma nel contesto di un ambiente oppressivo che psicologizza e individua l'angoscia. In un contesto psicoterapico, ciò rimuove l'onere del disagio psicologico esclusivamente dall'individuo e dalle sue circostanze immediate e riformula l'origine del disagio come conseguenza dell'ambiente e della struttura sociale a cui le persone sono soggiogate. Inoltre, questo aiuta le persone a comprendere la loro relazione con la struttura del potere e i modi in cui essi vi partecipano. Nell'approccio all'angoscia mentale, la terapia è solo un passo verso il "reinserimento" di una persona nel suo ambiente sociale, nell'azione sociale e nel suo progetto di vita esistenziale.

## Progressi
Dalla fine degli anni '90, si sono tenuti congressi internazionali sulla psicologia della liberazione, principalmente nelle università latinoamericane. A questi congressi hanno partecipato centinaia di professionisti e studenti e essi sono stati cruciali nel perpetuare il messaggio di giustizia sociale della psicologia della liberazione.
Temi specifici dei congressi includono i diritti umani, la giustizia sociale, la democratizzazione e la creazione di modelli per la psicologia della liberazione nella pratica psicologica e nella pedagogia. Negli ultimi anni, questi incontri si sono concentrati sempre più sull'affrontare questioni legate alla povertà e alla disuguaglianza economica.
I congressi internazionali sulla psicologia della liberazione includono:
1. 1998 a Città del Messico, Messico[14]
2. 1999 a San Salvador, El Salvador
3. 2000 a Cuernavaca, Messico
4. 2001 a Città del Guatemala, Guatemala[15]
5. 2002 a Guadalajara, Jalisco, Messico
6. 2003 a Campinas, Brasile[16]
7. 2005 a Liberia, Costa Rica[17][18]
8. a Santiago del Cile
9. 2008 in Chiapas, Messico
10. 2010 a Caracas, Venezuela
11. 2012 a Bogotá, Colombia
12. 2014 a Cusco, Perù[19]
13. 2016 a Cuernavaca, Messico[20]

La psicologia della liberazione non si limita all'America Latina. Il termine fu usato dallo psicologo filippino Virgilio Enríquez, apparentemente indipendentemente da Martín-Baró. Altrove ci sono stati tentativi espliciti di applicare l'approccio in altre regioni. Nel 2011 è stata creata una rete di psicologia della liberazione in inglese dallo psicologo britannico Mark Burton. Tale rete ha un'appartenenza internazionale che riflette l'interesse per la psicologia della liberazione da parte di psicologi che non leggono spagnolo o portoghese.